# Meineckia ovata
Meineckia ovata là một loài thực vật có hoa trong họ Diệp hạ châu. Loài này được (E.A.Bruce) Jean F.Brunel mô tả khoa học đầu tiên năm 1987.